# Регенсбург (район)
Регенсбург (нем. Regensburg) — район в Германии. Центр района — город Регенсбург. Район входит в землю Бавария. Подчинён административному округу Верхний Пфальц. Занимает площадь 1395,92 км². Население — 182 400 чел. Плотность населения — 129 человек/км².
Официальный код района — 09 3 75.
Район подразделяется на 41 общину.

## Административное устройство

### Городские общины
1. Вёрт-ан-дер-Донау (4504)
2. Нойтраублинг (12 567)
3. Хемау (8584)

### Ярмарочные общины
1. Берацхаузен (5677)
2. Донауштауф (3761)
3. Калльмюнц (2896)
4. Лабер (5191)
5. Лапперсдорф (12 896)
6. Ниттендорф (9054)
7. Регенштауф (14 957)
8. Ширлинг (7197)

### Сельские общины
1. Альтэглофсхайм (3182)
2. Альтентанн (1562)
3. Ауфхаузен (1744)
4. Бах-ан-дер-Донау (1816)
5. Барбинг (4718)
6. Бернхардсвальд (5649)
7. Бреннберг (1840)
8. Брунн (1340)
9. Венценбах (8209)
10. Визент (2543)
11. Вольфзегг (1494)
12. Дойерлинг (2094)
13. Дуггендорф (1639)
14. Зинцинг (6841)
15. Зюнхинг (1986)
16. Кёферинг (2337)
17. Мётцинг (1498)
18. Минтрахинг (4723)
19. Обертраублинг (7361)
20. Пентлинг (5656)
21. Петтендорф (3259)
22. Пфакофен (1579)
23. Пфаттер (3123)
24. Пиленхофен (1380)
25. Рикофен (814)
26. Тальмассинг (3302)
27. Тегернхайм (4589)
28. Хагельштадт (1997)
29. Хольцхайм-ам-Форст (1013)
30. Цайтларн (5828)

### Объединения общин
1. Административное сообщество Альтэглофсхайм
2. Административное сообщество Вёрт-ан-дер-Донау
3. Административное сообщество Донауштауф
4. Административное сообщество Зюнхинг
5. Административное сообщество Калльмюнц
6. Административное сообщество Лабер
7. Административное сообщество Пиленхофен-Вольфзегг

## Население
По оценке на 31 декабря 2015 года население района Регенсбург составляет 189 390 чел. 

| Дата      | 1840  | 1871  | 1900  | 1925  | 1939  | 1950   | 1961   | 1970   | 1987   | 2011   |
| --------- | ----- | ----- | ----- | ----- | ----- | ------ | ------ | ------ | ------ | ------ |
| Население | 58773 | 70275 | 69408 | 75846 | 80029 | 104272 | 103713 | 120307 | 144292 | 182289 |

| Год       | 1960   | 1970   | 1980   | 1990   | 2000   | 2009   | 2010   | 2011   | 2012   | 2013   | 2014   | 2015   |
| --------- | ------ | ------ | ------ | ------ | ------ | ------ | ------ | ------ | ------ | ------ | ------ | ------ |
| Население | 102883 | 121565 | 138368 | 153294 | 176067 | 183045 | 183796 | 183161 | 184344 | 185980 | 187205 | 189390 |

## Внешние ссылки
- Официальная страница (нем.)